# Hasib Hussain
Hasib Mir Hussain (* 16. September 1986; † 7. Juli 2005 in London) war mit 18 Jahren der jüngste der vier Selbstmordattentäter der Terroranschläge am 7. Juli 2005 in London.
Hussain wuchs in Holbeck, einem Außenbereich von Leeds, West Yorkshire, England, als Jüngster von vier Geschwistern auf. Später besuchte er die Matthew Murray High School, wo er ein mittelmäßiger Schüler war. Im Juli 2003 begann er ein Studium zur Betriebswirtschaft. Ein Jahr vorher ging er allerdings nach Mekka und Pakistan, um Verwandte zu besuchen. Seit der Rückkehr aus Pakistan bemerkten Freunde und Verwandte sein auffällig religiöses Verhalten.
Anfang Juli 2005 fuhr er mit der Erklärung an seine Eltern, Freunde zu besuchen, nach London. Als er nicht zurückkam, verständigten seine Eltern die Polizei, wobei er schon in den Bus Nr. 30 eingestiegen war. Später fand die Polizei in den Trümmern seinen Führerschein und Kreditkarten.
Hussain wurde von Scotland Yard als einer der Männer genannt, die im Bus Nr. 30 am Tavistock Square eine Bombe deponiert und zur Explosion gebracht haben sollen, die für 13 von den insgesamt 56 Toten und 700 Verwundeten bei den Selbstmordanschlägen in London verantwortlich war.
Die anderen Männer waren Shehzad Tanweer, Germaine Lindsay und Mohammad Sidique Khan.